# 科利茨維爾 (北卡羅萊納州)
科利茨維爾（英語：Collettsville）是位於美國北卡羅萊納州考德威爾縣的非建制地區。

## 歷史
科利茨維爾的郵局自1837年營運至今。

## 地理
科利茨維爾所處的海拔為高於海平面334米（即1096英呎），而該地所採用的時區為UTC-5，即北美东部时区（EST）。同時該地設有夏令時間，為UTC-5調快一小時，即UTC-4（EDT）。